# Нобиц
Нобиц (нем. Nobitz) — община в Германии, в земле Тюрингия. 
Входит в состав района Альтенбург.  Население составляет 3561 человек (на 31 декабря 2010 года). Занимает площадь 27,93 км².
Коммуна подразделяется на 15 сельских округов.

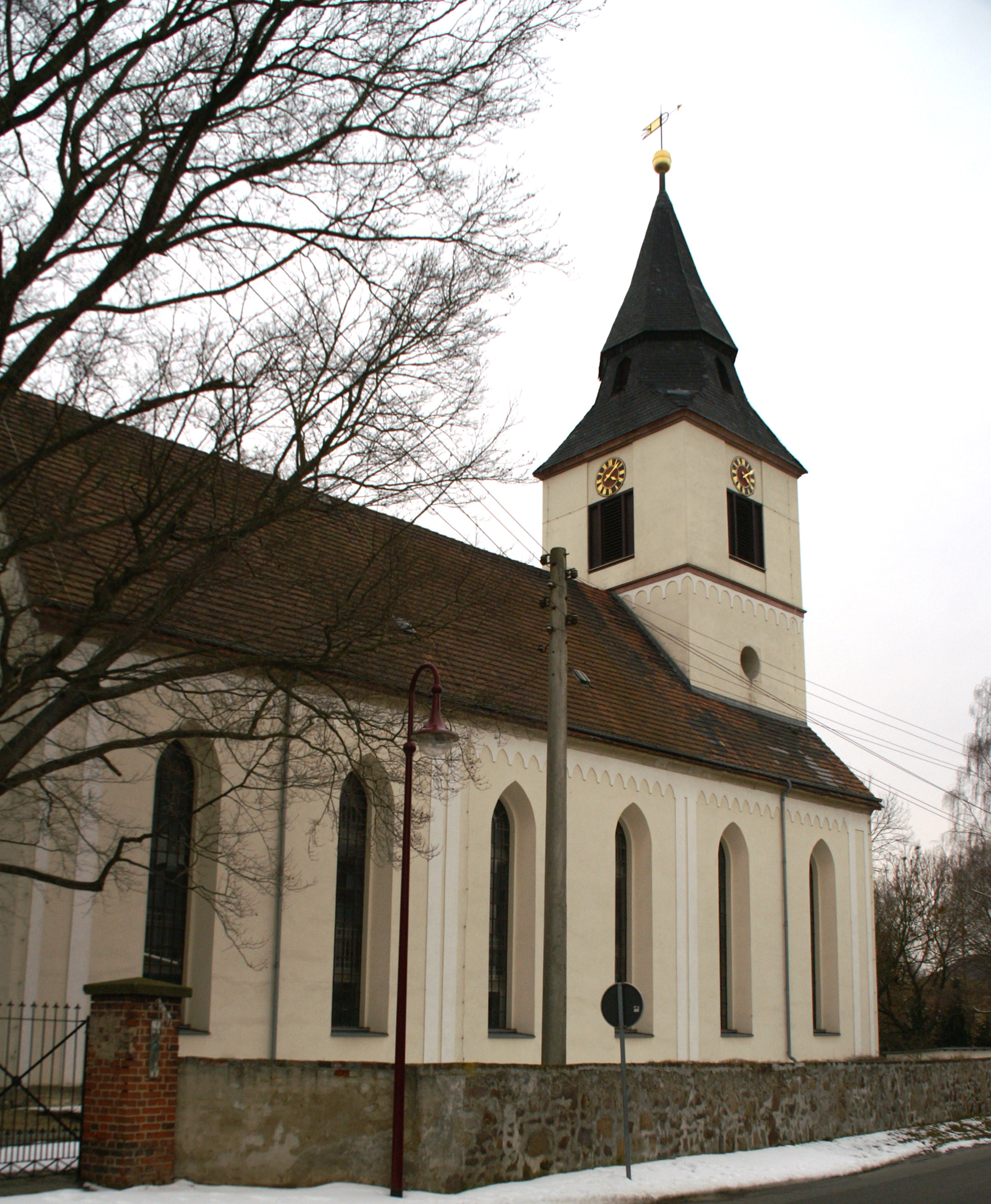
Церковь